# Hélianthi
Helianthus strumosus
Pour les articles homonymes, voir Salsifis (homonymie).
Espèce
Classification phylogénétique
L'hélianthi (Helianthus strumosus), aussi appelé hélianthe scrofuleux, hélianti ou héliantis, est une espèce de plante à fleurs de la famille des Asteraceae (composées), originaire d'Amérique du Nord, cultivée comme plante potagère pour ses rhizomes tubéreux (proches du topinambour), consommés comme légumes à l'instar de ceux du topinambour ou comme plante ornementale, pour ses fleurs décoratives.
Elle est également appelée « salsifis d'Amérique » pour sa ressemblance avec le salsifis.

## Description

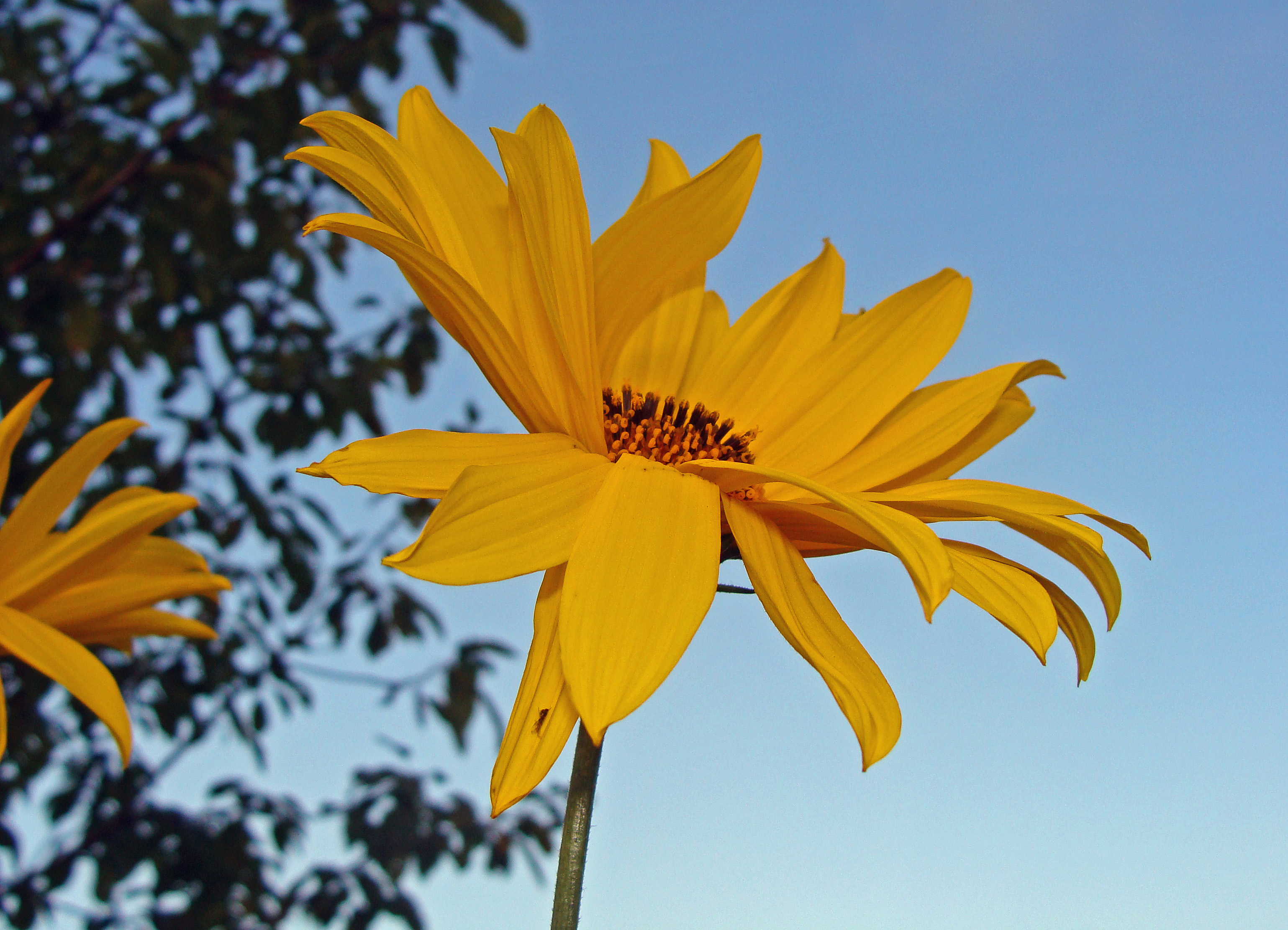
Helianthus strumosus, fleur. Photographié à Carling.

C'est une grande plante vivace, à tige très forte et peu ramifiée, pouvant dépasser deux mètres en hauteur. les tiges, très rameuses, ont l'allure générale de celles du topinambour.
Les rhizomes, de couleur beige clair, rappellent ceux du topinambour, mais sont plus grêles et plus allongés, en forme de fuseaux effilés du côté de leur point d'attache.
Les feuilles, alternes, sont lancéolées, à bords dentés.
Les fleurs sont groupées en capitules solitaires, les fleurons ligulés de la périphérie simulent de grands pétales jaune clair tandis que le centre du capitule est plus foncé.

### Distinction par rapport aux espèces proches
- 1 : tige pubescente non glauque = H. tuberosus et autres
- 1' : tige glabre et souvent glauque (parfois l'axe portant les capitules peut être pubescent)
  - 2 : feuilles sessiles (ou pétiole de 5 mm maximum) = H. giganteus et autres
  - 2' : feuilles nettement pétiolées (pétiole de 5 à 10 mm au moins)
    - 3 : nervation pennée, nervures secondaires toutes +/- perpendiculaires à la nervure principale = H. grosseserratus et autres
    - 3' : nervation pennée, mais présence à la base de deux nervures secondaires très marquées, longuement obliques simulant une nervation palmée à trois axes principaux
      - 4 : bractées de l'involucre étalées, dépassant le disque ; lobes des fleurons du disque pubescents ; pétioles de 15 à 60 mm de long ; limbes des feuilles très fin, à tendance membraneuse, fortement denté = H. decapetalus
      - 4' : bractées de l'involucres dressées, égalant +/- le disque ; lobe des fleurons du disque glabres ;  pétioles de 5 à 30 mm de long ; limbes des feuilles épais, entier à faiblement denté = H. strumosus[1]

## Origine
C'est une plante originaire de l'est de l'Amérique du Nord :
- Canada : Nouveau-Brunswick, Ontario, Québec,
- États-Unis : toute la région est du Massachusetts à la Floride, vers l'intérieur jusqu'à l'Illinois et au Texas.

## Culture
Pour pousser, l'hélianthe préfère un climat tempéré et une exposition ensoleillée. On le plante dans des sols frais et profonds. La plantation se fait par la mise en place au printemps de rhizomes suffisamment espacés, à une profondeur de 15 cm environ.
La récolte intervient au bout de six mois. Elle doit être échelonnée car les rhizomes se conservent mal à l'air libre (tout comme ceux des topinambours).

## Utilisation
- Les rhizomes d'hélianthe s'accommodent de diverses manières, crus, sautés ou en gratin par exemple. Leur goût rappelle celui du topinambour et du salsifis.
- Plante ornementale : plusieurs cultivars ont été sélectionnées pour la beauté de leurs fleurs.